# 阿部重典のアットマーク
『阿部重典の@』（あべしげのりのアットマーク）は、2002年4月1日から2008年3月28日まで茨城放送（現在のLuckyFM茨城放送）で平日夕方に放送していた生放送のワイド番組である。

## 概要
これまで茨城放送の平日夕方ワイド番組は長きに渡って報道・情報メインの内容に特化していたが、本番組からはリクエストやリスナー参加企画を取り入れるなどバラエティ色が濃い内容へとリニューアルした。

なお、放送時間は当初毎週月曜日から木曜日の16:00 - 17:55に放送していたが、2006年4月3日より番組改編にともない、1時間前倒して15:00から放送開始すると同時に、それまで金曜日の同時間帯に放送していた『ザ・フライデー』が終了したことにともなって新たに金曜日の放送も追加した。

番組の中間ジングルは阿部本人が番組タイトルを言った後、放送曜日をコールした。
2006年11月14日に放送1000回を越えた。

## 出演者

### パーソナリティー
- 阿部重典（茨城放送アナウンサー）

当初は阿部1人で番組を進行していたが、半年後の2002年10月7日放送分よりアシスタントが加わった（曜日により異なる）。

### アシスタント
| 期間    | 期間   | 月曜日   | 火曜日     | 水曜日     | 木曜日     | 金曜日       |
| ------- | ------ | -------- | ---------- | ---------- | ---------- | ------------ |
| 2002.4  | 2002.9 | （不在） | （不在）   | （不在）   | （不在）   | （放送なし） |
| 2002.10 | 2003.9 | 渡辺優   | 渡辺優     | 池戸美香   | 池戸美香   | （放送なし） |
| 2003.10 | 2004.3 | 秋保由実 | 秋保由実   | 池戸美香   | 池戸美香   | （放送なし） |
| 2004.4  | 2004.9 | 栗原美季 | 栗原美季   | 近藤みゆき | 近藤みゆき | （放送なし） |
| 2004.10 | 2006.3 | 栗原美季 | 栗原美季   | 芦川愛子   | 芦川愛子   | （放送なし） |
| 2006.4  | 2006.9 | 栗原美季 | 栗原美季   | 栗原美季   | 田村陽子   | 田村陽子     |
| 2006.10 | 2007.3 | 栗原美季 | 栗原美季   | 安田美香   | 田村陽子   | 田村陽子     |
| 2007.4  | 2007.9 | 栗原美季 | 栗原美季   | 安田美香   | 永井淑子   | 永井淑子     |
| 2007.10 | 2008.3 | 木谷真美 | 貞包みゆき | 安田美香   | 永井淑子   | 永井淑子     |

- 末期のアシスタントは全員『夕刊ほっと』も続投。

## 主なコーナー（最終回時点）
カスミミュージックストーリー（月曜日 - 木曜日 15:40 - ）
『サウンドアベニュー』からの引き継ぎコーナー。当番組終了後は後番組の『夕刊ほっと』に引き継がれた。
クイズアップデート（16:45 - ）
毎日の放送だったauアップデートの火曜日企画。
毎週火曜日、1人のリスナーと電話で繋ぎ、クイズを3問出題する。問題は最近のニュースに関するのがほとんど。3問目は必ずauに関するクイズが出題される。最初は口答式だったが、後に選択式に変わった。正解すると、ミュージックギフト券が贈られた。
阿部事典
17時10分頃に行っているコーナー。月曜日は阿部の後輩・高木圭二郎が登場した。水曜日は食材を取り上げていた。

### 過去のコーナー
クイズ@
毎週月-木曜日の16:45頃から行っていた。毎日1人のリスナーと電話でつなぎ、クイズに挑戦する。問題は全部で5問。本日のニュースからの問題がほとんどだった。
3問以上正解だと記念品がもらえる。全問正解だと鐘（NHKのど自慢の合格の鐘をイメージしたもの）が鳴る。初期の頃は口答式だったが、後に3択の選択式となった。
立川晶の何でも3分間実況
毎週水曜日の16:15頃から行っていた。立川晶（2022年現在は報道記者）が県内各地に行ってその時の模様を3分間実況するコーナー。3分になると時報と共に強制終了。実況が続いていれば音声がフェードアウトされる。
駅前での実況だと必ず「今、私の目の前に女子高生が歩いております」などのフレーズが定番となってしまった。
夕刊2分22秒
17時台最初のコーナー。夕刊の記事を2分22秒でしゃべるコーナー。バックのBGMも2分22秒である。しかし、時々BGMが終わっても読み続けた事もあった。